# Amorphous Glacier
Amorphous Glacier är en glaciär i Antarktis. Den ligger i Östantarktis. Nya Zeeland gör anspråk på området. Amorphous Glacier ligger 597 meter över havet.
Terrängen runt Amorphous Glacier är kuperad. Havet är nära Amorphous Glacier österut. Trakten är glest befolkad. Närmaste befolkade plats är Enigma Lake Station, 3,5 kilometer öster om Amorphous Glacier. 